# Carolina Robles
Carolina Robles Campos (* 4. Dezember 1991 in Sevilla) ist eine spanische Leichtathletin, die sich auf den Hindernislauf spezialisiert hat.

## Sportliche Laufbahn
Erste internationale Erfahrungen sammelte Carolina Robles bei den Crosslauf-Europameisterschaften 2011 in Velenje, bei denen sie nach 21:21 min den 28. Platz im U23-Rennen belegte. 2021 siegte sie dann mit neuem Veranstaltungsrekord von 9:34,30 min über 3000 m Hindernis beim Meeting Madrid und qualifizierte sich über die Weltrangliste für die Olympischen Sommerspiele in Tokio und gelangte dort bis ins Finale und klassierte sich dort mit 9:50,96 min auf dem 14. Platz. Im Dezember gelangte sie bei den Crosslauf-Europameisterschaften in Dublin mit 28:44 min Rang 18. Im Jahr darauf belegte sie bei den Ibero-Amerikanischen Meisterschaften in La Nucia in 9:54,13 min den sechsten Platz und anschließend schied sie bei den Weltmeisterschaften in Eugene mit 9:28,24 min im Vorlauf aus, ehe sie bei den Europameisterschaften in München mit 9:38,96 min auf Rang elf gelangte. Im Dezember wurde sie bei den Crosslauf-Europameisterschaften in Turin nach 28:32 min 28. im Einzelrennen.
Bei den Crosslauf-Weltmeisterschaften 2023 in Bathurst wurde sie nach 38:10 min 50. im Einzelrennen. Im August verpasste sie bei den Weltmeisterschaften in Budapest mit 9:34,41 min den Finaleinzug im Hindernislauf. Im Dezember wurde sie bei den Crosslauf-Europameisterschaften in Brüssel nach 36:15 min 16. und sicherte sich in der Teamwertung die Silbermedaille hinter dem britischen Team. Im Jahr darauf lief sie bei den Crosslauf-Weltmeisterschaften 2024 in Belgrad nach 33:36 min auf dem 24. Platz ein. Anschließend belegte sie bei den Europameisterschaften in Rom in 9:23,75 min den achten Platz im Hindernislauf, ehe sie im August bei den Olympischen Sommerspielen in Paris mit 9:22,48 min den Finaleinzug verpasste. Im Dezember wurde sie bei den Crosslauf-Europameisterschaften in Antalya nach 26:39 min 16. im Einzelrennen. Bei den Straßenlauf-Europameisterschaften 2025 Löwen wurde sie nach 32:44 min 23. über 10 km.
In den Jahren 2022 und 2024 wurde Robles spanische Meisterin im 3000-Meter-Hindernislauf sowie 2024 auch über 10.000 Meter.

## Persönliche Bestzeiten
- 3000 Meter: 9:11,68 min, 14. Mai 2022 in Saragossa
  - 3000 Meter (Halle): 8:59,93 min, 23. Januar 2021 in Valencia
- 5000 Meter: 15:35,42 min, 18. Mai 2023 in Nerja
- 10.000 Meter: 32:14,43 min, 2. März 2024 in Gavá
- 10-km-Straßenlauf: 32:44 min, 13. April 2025 in Löwen
- Halbmarathon: 1:09:38 h, 16. Februar 2025 in Barcelona
- 2000 m Hindernis: 6:06,21 min, 23. Juni 2024 in Posen
- 3000 m Hindernis: 9:22,19 min, 28. Juni 2024 in La Nucia